# Zeller Becken

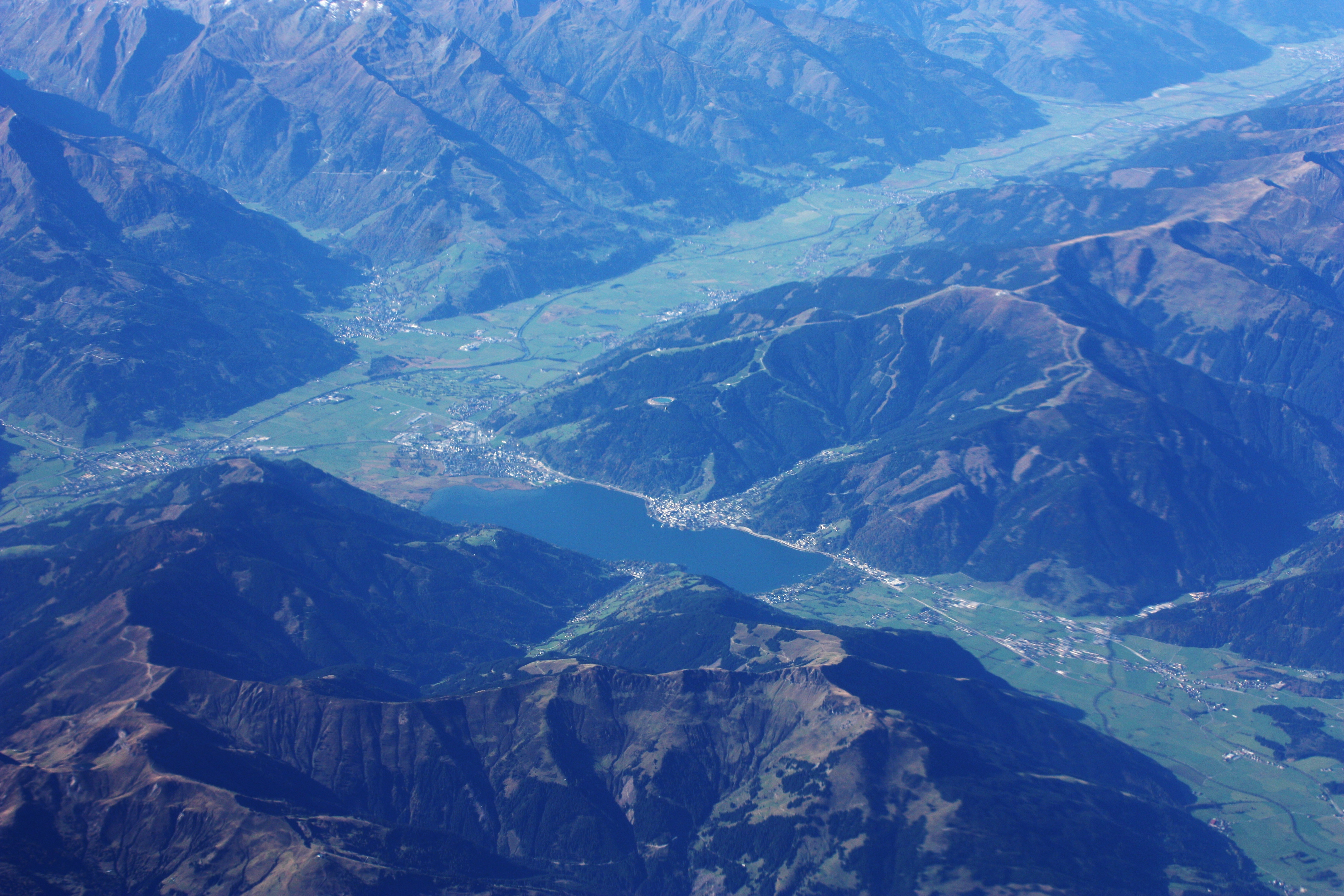
Zeller Becken, im Hintergrund das Salzachtal

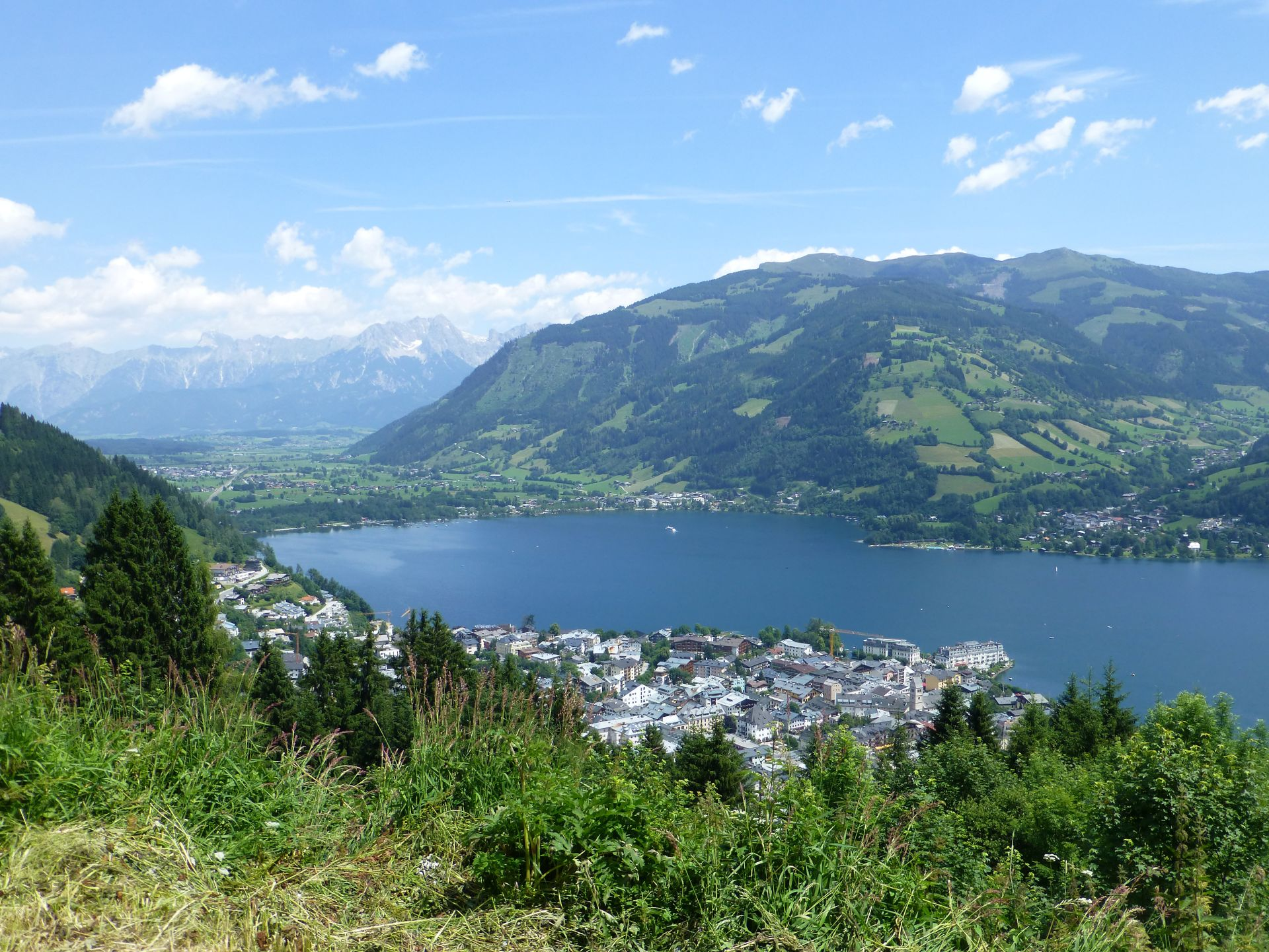
Zeller Becken mit dem Zeller See, dahinter der Hundstein

Das Zeller Becken ist ein inneralpines Becken im Pinzgau in Salzburg.

## Geografie

### Lage
Das Zeller Becken liegt in rund 750 Meter Seehöhe und wird im Westen von den Kitzbüheler Alpen mit der Schmittenhöhe (1965 m) und im Osten von den Dientener Bergen mit dem Hundstein (2117 m) begrenzt. Nach Norden geht das Becken mit der nur wenige Meter höher gelegenen Talwasserscheide zur Saalach ins Saalfeldner Becken über, im Süden ist es offen zum Salzachtal.

### Gewässer
Im Zentrum des Beckens liegt der Zeller See. Die größten Zuflüsse sind der Thumersbach im Osten und der Schmittenbach im Westen. Die Entwässerung erfolgt über zwei Seekanäle in die Salzach, der Kleine und der Große Seekanal sind je rund zwei Kilometer lang.

### Orte
Der größte Orte im Zeller Becken ist Zell am See, kleine Orte sind Schüttdorf, Schmitten, Wiesenlehen und Thumersbach.

### Geomorphologie
Das Zeller Becken ist ein Trogtal, das während der Kaltzeiten von Eismassen aus der nördlichen Glocknergruppe durchströmt und ausgeformt wurde. 

## Geschichte
Die Funde von bronzezeitlichen Keramikfragmenten im Schmittental und Kupferschmelzplätzen nahe der Ebenbergalm zeigen, dass das Zeller Becken bereits vor 3000 Jahren besiedelt war. Aus der Zeit der Römischen Besatzung stammen zwölf bei Fuchslehen gefundene Bruchstücke eines Bronze-Depots.

## Bodenschätze
Das Vorkommen von silberhältiger Bleiglanz geht auf Vulkanismus im Ordovizium zurück. Das Erz ist an Grüngesteine gebunden, in der Lagerstätte Thumersbach sind es Proterobase und Diabas-Spilite. Die Tonschiefer-Grünschiefer-Serie reicht im Westen bis zum Pass Thurn, im Osten wird sie bald von höheren Serien überlagert. Das Erz wurde bereits ab 1690 abgebaut, der Bergbau 1739 jedoch wegen Unergiebigkeit aufgegeben. 1907 wurde wieder mit dem Abbau im Pichlgraben begonnen, wenige Jahre später aber eingestellt.

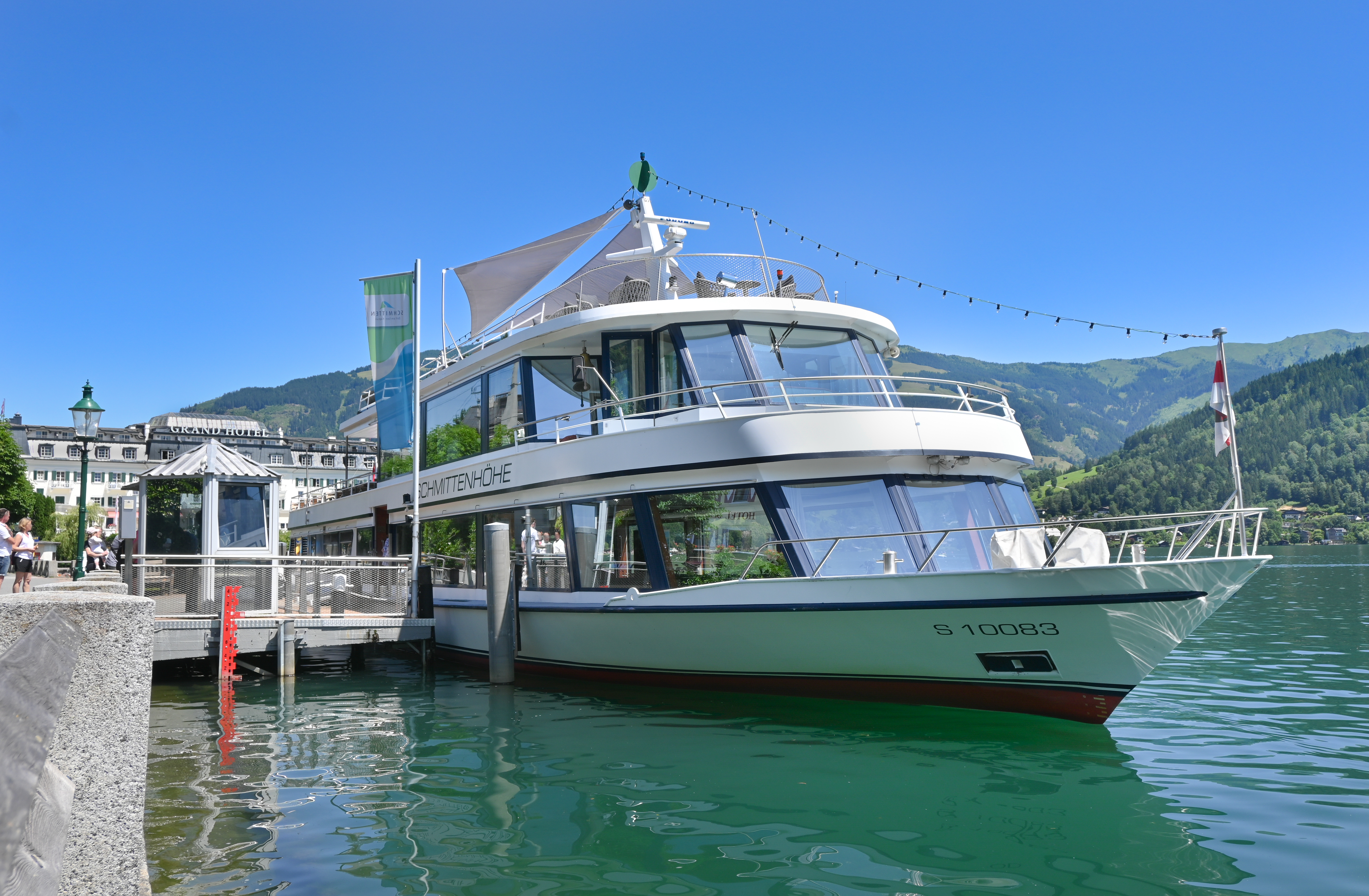
Rundfahrtschiff auf dem Zeller See

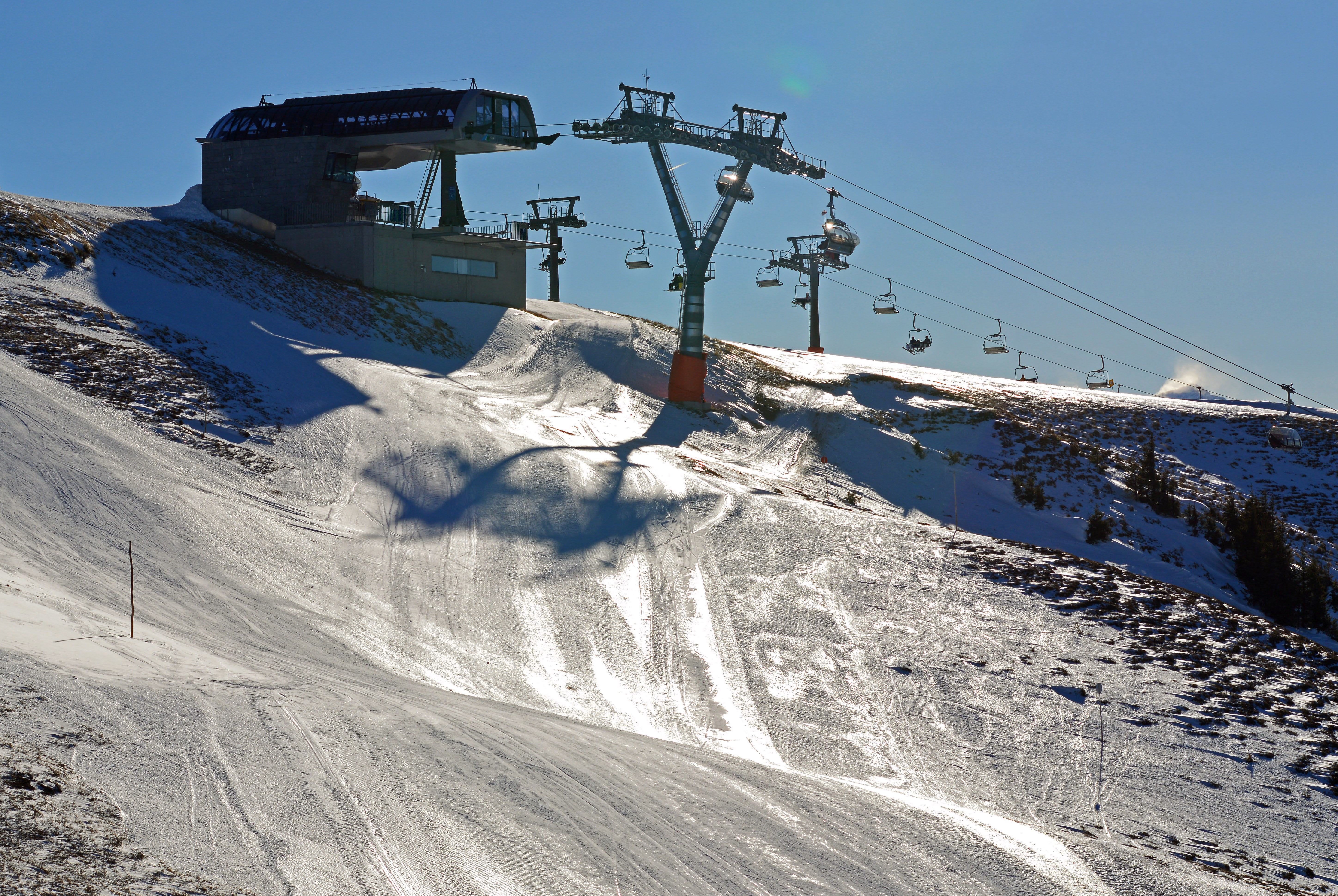
Kettingbahn auf der Schmittenhöhe

## Fremdenverkehr
Obwohl es auf dem Osthang der Schmittenhöhe ein Schigebiet gibt, ist der Sommer die wichtigste Tourismus-Saison. Mehr als 86 Prozent der Übernachtungen entfallen auf die Monate Juni bis Oktober.
- Schifffahrt: Vier Schiffe bieten Ausflugsfahrten auf dem Zeller See an.[6]
- Rad: Der Tauernradweg verläuft durch das Zeller Becken.[7]
- Wandern: Die 5. Etappe der gletscherfreien Variante 02A des Zentralalpenwegs führt durch die Dientener Berge, nördlich um den Zeller See und auf die Schmittenhöhe zur Pinzgauer Hütte.[8]